# 藪田貞治郎
藪田 貞治郎（やぶた ていじろう、1888年（明治21年）12月16日 - 1977年（昭和52年）7月20日）は、日本の農芸化学者。東京帝国大学農学部教授、理化学研究所会長等を歴任する。1926年に黒沢英一が発見した植物ホルモン「ジベレリン」の構造化、単離結晶化の成功者。命名者。滋賀県出身者として最初の農学博士（博士登録番号42番）。

## 生涯

### 略歴[1][2][3]
1888年（明治21年）12月16日、大津市に生まれる。1905年（明治38年）、滋賀県立第二中学校（現在の膳所高等学校）を卒業した。
第三高等学校を経て東京帝国大学農科大学農芸化学科に入学する。1911年（明治44年）7月同大学を卒業し、直ちに大学院に入る。農芸化学の研究に従事し、コウジ酸の化学構造を決定し1917年（大正6年）7月コウジ酸発見に係わる論文「麹菌ニヨリ生産セラルル一新有機酸（麹酸）ニ就イテ」提出により農学博士学位を授与され、直後に東京帝国大学講師となる。1921年（大正10年）6月に1919年（大正8年）東京帝国大学農学部（分科大学が廃止され学部制に移行）助教授に任じられ、農事試験所（現在の農業環境技術研究所）技師を兼務する。また、同年より2年間イギリス・フランス・アメリカ合衆国に留学し、帰国後の1924年（大正13年）12月教授に任じられ農産製造学講座を分担する。
また、1930年（昭和5年）には水産製造学講座も分担すると共に、この頃より、すでに黒沢英一により発見されていたジベレリンの構造分析と単離結晶化につながる研究を始めた。1934年（昭和9年）には「植物の成長を阻止する作用のある物質の化学構造を決定」し、1938年（昭和13年）には植物の「徒長作用物質を結晶状に分離することに成功し、ジベレリンA」を発見。この間、1936年（昭和11年）再びヨーロッパに出張し、ドイツ・ルプレヒト・カール大学ハイデルベルク500年祭に東京帝国大学代表として出席した。1943年（昭和18年）糸状菌の代謝生産物に関する生化学的研究で学士院賞を受賞した。新たな発見が続く中、戦争の影響でペニシリンの大量生産が必要とされ1944年（昭和19年）陸軍軍医学校のペニシリン研究委員会委員に任じられ、ペニシリン培養研究を優先せねばならなくなる。1945年（昭和20年）から1947年（昭和22年）まで、日本農芸化学会会長を2期務める。
終戦後、1947年（昭和22年）帝国学士院会員に叙された。1949年（昭和24年）3月、東京帝国大学（この年5月に東京大学に改名）を定年退職し、戦後財団法人理化学研究所から新たに会社組織となった株式会社化学研究所（現在の理化学研究所）の主任研究員に専任となる。化学研究所では、当初化学研究所の経済的問題から引き続きペニシリン製造に係わり、加えてストレプトマイシン委員会委員長としてアメリカの特許に抵触しない新たな製造方法の研究に従事し、1950年（昭和25年）には国産技術による製造方法を開発し生産を開始した。
1950年（昭和25年）4月、東京大学名誉教授に叙されると共に、藤原銀次郎により創設された日本の科学技術の発展に卓越した貢献者を賞する「藤原賞」の第一回受賞者に、ジベレリン研究が評価され選ばれた。1952年（昭和27年）8月、化学研究所の研究部門は第2次「科学研究所」として再発足し、製薬部門は「科研化学」として独立した後、1957年（昭和32年）には科研化学会長に就任した（1969年（昭和44年）退任）。そして、1964年（昭和39年）11月3日「微生物生化学や植物病理生化学に新しい分野を開拓し、なかでもジベレリンの研究は世界の学会でまったく独創的な分野を切り開いたもので、その功績は大きい」と評価され文化勲章を受章。1970年（昭和45年）11月3日、勲一等瑞宝章を授与される。1976年に脳血栓で倒れ、1977年（昭和52年）7月20日死去。

### 年譜[1][2][3]
1888年（明治21年）12月16日、大津市にて誕生する。
1900年（明治33年）、滋賀県立第二中学校に入学する。
1905年（明治38年）、滋賀県立第二中学校を卒業し、第三高等学校に入学する。
1908年（明治41年）、第三高等学校を卒業し、東京帝国大学農科大学に入学する。
1911年（明治44年）7月、東京帝国大学を卒業し、同大学院に進む。
1912年（明治45年） - 1916年（大正5年） 「コウジ酸」の研究を行う。
1917年（大正6年）、「コウジ酸」発見に係わる論文により7月農学博士学位を授与され、東京帝国大学講師に昇任される。
1921年（大正10年）6月、東京帝国大学助教授に就任する。ヨーロッパに留学する。
1924年（大正13年）12月、教授に就任し、農産製造学講座を分担する。
1930年（昭和5年）、水産製造学講座を併せて分担する。「ジベレリン」の研究を始める。
1934年（昭和9年）、植物の成長抑制物質「フザリン酸」を発表する。
1935年（昭和10年）、植物徒長を起こさせる物質に「ジベレリン」と命名する。
1936年（昭和11年）、ヨーロッパに出張する。
1938年（昭和13年）、「ジベレリン」を結晶状に分離することに成功し、分離した物質を確認し「ジベレリンA」と命名する。
1943年（昭和18年）、学士院賞を受賞する。
1944年（昭和19年）、ペニシリン研究委員会委員に就任する。
1946年（昭和21年）8月、日本ペニシリン学術協議会（現日本抗生物質学術協議会）理事に就任する。
1945年（昭和20年）、日本農芸化学会会長に就任する（1947年（昭和22年）退任）。
1947年（昭和22年）、帝国学士院会員に任命される。
1949年（昭和24年）3月、東京帝国大学（この年5月に東京大学に改名）を定年退職する。4月株式会社化学研究所主任研究員に就任し、ストレプトマイシン委員会委員長となる。
1950年（昭和25年）、国産技術によりストレプトマイシンの生産を開始する。4月東京大学名誉教授に任じられる。6月「藤原賞」を受賞する。
1957年（昭和32年）、科研化学（化学研究所の製薬部門として分離）会長に就任する（1969年（昭和44年）退任）。
1964年（昭和39年）11月、文化勲章を受章する。
1970年（昭和45年）11月3日、勲一等瑞宝章を授与される。
1977年（昭和52年）7月20日、死去。

## 業績
コウジ酸
大学院生当時の課題「麹菌により生成される新有機酸・コウジ酸の研究」で、コウジ酸を無色糸状の結晶として単離し、その化学構造は2-オキシメチル-5-オキシ-γ-パイロンであることを証明した。この研究は微生物の代謝生産物とその利用に関する研究の先駆けとなったもので、その後の「植物成長促進物質ジベレリンに関する研究」・「ペニシリン及びストレプトマイシンの製造法に関する研究」・「稲麹の成分と色素の研究」・「アスベルギルス・オークラシウスの代謝生産物の研究」へと続いていった。微生物生化学や植物病理化学に新しく開拓された分野の研究郡を創造した。
ジベレリン
1926年に台湾総督府農事試験場の黒沢英一によって発見されていたジベレリンの研究を引き継ぐ形で、藪田自身のジベレリンの研究が「稲馬鹿苗病菌の生化学」として1930年頃から始められた。稲馬鹿病菌は稲に寄生して特異の馬鹿苗病と言う病気を起こさせる菌で、稲がこの病気に罹ると著しく徒長し葉と茎が淡黄色になりついには枯れ死にする。この病菌の培養液を他の植物に作用させた場合にも同じ病兆を表すことまで黒沢の研究で明らかにされていたが、藪田の研究は、黒沢より分与された菌株をもとに、徒長作用のある物質だけを分離しようと試みたことから始まった。最初に結晶状に単離した物質はC10H13NO2（フザリン酸）であった。フザリン酸は植物の成長に対し阻害作用を有する物質であった。その後漸く1938年に成長を促す物質であるジベレリンを結晶状に単離することができた。ジベレリン（Gibberellin）は病原菌の学名（Gibberellin fujikuroi）に因む。結晶状化の過程で2種の有効成分を結晶状に分離し得、これらをジベレリンAとジベレリンBと命名した。その後、ジベレリンは4種の要素からなる混合結晶であることがわかりそれぞれ単離してジベレリンA1・A2・A3・A4と名づけられた。1964年までに32種類の遊離型ジベレリンが単離・構造決定され、その内の15種類が藪田及び薮田の流れを汲む研究者により確認された。ジベレリン研究の成果としては種無しぶどうやスギやヒノキの着花を促進などがある。
その他の研究
①農産廃物に含まれるベントサンからのリンゴ酸等を製する研究。②フルラールとアセトンを結合させ、さらし粉で酸化してフルアクリル酸を製する研究。③綿実粕からキシロースを製し、さらに接触還元を行いキシリトールを製する研究。④ペニシリンやストレプトマイシンの製造方法の改良。⑤製茶に関する研究。⑥タバコ生産に関する研究。等がある。

### 論文・著作
- 「農芸化学実験法」（藪田貞治郎著 西ケ原刊行会 1929年）
- 「科学1(7) 1931年10月 Amy[lo]syntheaseに就て 藪田貞治郞」（岩波書店）
- 「財団法人服部報公会]研究抄録 第5輯 稻馬鹿苗病菌の生化學・藪田貞治郎・林武」（服部報公会 1939年）
- 「蚕糸試験場報告第9巻7号 蛋白質の乾溜による5・5Dimethylhydantoinの生成並に蛋白質一新構成分子としてのα―Aminoisobuttersaureに就て 藪田貞治郎・齋藤遵・武田強二」（農林省蚕糸試験場 1940年）
- 「農事試験場彙報 第3巻3号 稲馬鹿苗病菌の生化學 技師藪田貞治郎・技師林武」（農事試験場 1940年）
- 「理化学研究所彙報 12(5) 1933年5月 稻麹成分の硏究(第一報)・稻麴成分の硏究(第二報)赤色色素Ustilaginoidinに就て・稻麴成分の硏究(第三報)Sugar Alcohols,d-Arabitol及びMannitolに就て 藪田貞治郞・住木諭介」（理化学研究所）
- 「理化学研究所彙報 17(12) 1938年12月 蛋白質の乾溜による5・5-Dimethylhydantoinの生成並に蛋白質ー新構成分子としてのα―Amino-iso-buttersaureに就て 藪田貞治郎・齋藤遵・武田強二・玉利勤治郎」（理化学研究所）
- 「理化学研究所彙報 第8輯第3号 ベンゼンの接觸酸化によるマレイン酸の生成に就いて 藪田貞治郎・下瀬林太」（理化学研究所 1943年）
- 「理化学研究所彙報 第17輯第12号 蛋白質の乾溜による5・5-Dimethylhydantoinの生成並に蛋白質ー新構成分子としてのα―Amino-iso-buttersaureに就て 藪田貞治郎・齋藤遵・武田強二・玉利勤治郎」（理化学研究所 1943年）
- 「糧食研究(208) 1943年11月 油脂含有豆腐の製造硏究 藪田貞治郞・池田博・菊池直次」（糧食研究会）
- 「化学綜報 第2輯 菌類の色素 藪田貞治郎・住木諭介」（学術研究会議編 岩波書店 1944年）
- 「有機化学ハンドブック 有機合成農薬 担当者藪田貞治郎・執筆者福永一夫」（有機合成化学協会編 技報堂 1959年）
- 「芋類加工の理論と実際 生甘藷の「サイロ」貯藏　藪田貞治郎・瀧基次」（尾崎準一編 藷類加工技術研究協議会 1948年）
- 「日本農芸化学会誌：生命・食糧・環境 24(8) 1951年5月 稻馬鹿苗病菌の生化学21・22 藪田貞治郎他」（日本農芸化学会）
- 「日本農芸化学会誌：生命・食糧・環境 25(3) 1951年10月 稲馬鹿苗病菌の生化学23 Gibberellinの化学構造(4) 藪田貞治郎他」（日本農芸化学会）